# Роберт Яруші
Роберт «Боб» Яруші (англ. Robert Iarusci, нар. 8 листопада 1954, Торонто) — колишній канадський футболіст, гравець NASL і член канадської національної збірної. У 2012 році в рамках святкування сторіччя Канадської футбольної асоціації він був включений у збірну Канади всіх часів.

## Біографія
Яруші почав свою кар'єру в NASL в рідному місті з «Торонто Метрос-Кроейша», де грав на позиції правого захисника весь 1976 і частину 1977 року. Він грав у кожному матчі, коли «Бліззард» виграли чемпіонат у 1976 році. Яруші грав майже весь 1977 сезон у Торонто, але був проданий в кінці сезону в «Нью-Йорк Космос», де зіграв один матч в 1977 році. Він також провів у клубі сезон 1978 року, коли «Космос» виграв Соккер Боул.
Він був проданий навесні 1979 року у «Вашингтон Дипломатс» і грав там два сезони. Потім Яруші повернувся в «Космос», де грав у 1981—1983 роках, а закінчив кар'єру з «Сан-Дієго Соккерс», коли ліга була розформована після сезону 1984 року. Загалом Яруші виграв чотири Соккер Боула, три з них поспіль.
Яруші зіграв 26 матчів за збірну Канади з 1976 по 1983 рік і в ряді ігор був капітаном команди. Він забив два голи у кваліфікації до чемпіонату світу 1982 року, граючи на позиції ліберо. Перший гол він забив 1 листопада 1980 року в матчі проти США у Ванкувері, Канада виграла з рахунком 2:1. Другий гол він провів в останньому матчі Канади на Золотому кубку КОНКАКАФ проти Куби. Рахунок гри був нічийним 2:2, і Канада, поряд з Мексикою, не пройшла кваліфікацію, поступившись одним очком Сальвадору.
Яруші став одним з перших членів канадської футбольної Зали слави, куди був включений у 2000 році. Нині він голова футбольного клубу «Торонто Адзуррі» і віце-президент «Норт-Йорк Хартс». Він є співведучим програми «Футбольне шоу» на «Sportsnet 590», а також коментатором домашніх ігор «Торонто» на теле — і вебтрансляції.